# Iniquis Afflictisque
 Iniquis Afflictisque  è un'enciclica di papa Pio XI, promulgata il 18 novembre 1926, per denunciare le persecuzioni cui è sottoposta la Chiesa cattolica in Messico. I toni dell'enciclica sono di particolare veemenza, giungendo a definire i provvedimenti governativi frutto "di superbia e di demenza".
Il documento sarà seguito da altre due encicliche sul medesimo tema: l'Acerba Animi del 1932 e la Firmissimam Constantiam del 1936.